# Муне-Сюлли
Муне-Сюлли, настоящее имя Жан-Сюлли Муне (фр. Jean-Sully Mounet; 27 февраля 1841, Бержерак — 1 марта 1916, Париж) — французский актёр.

## Жизнь и творчество

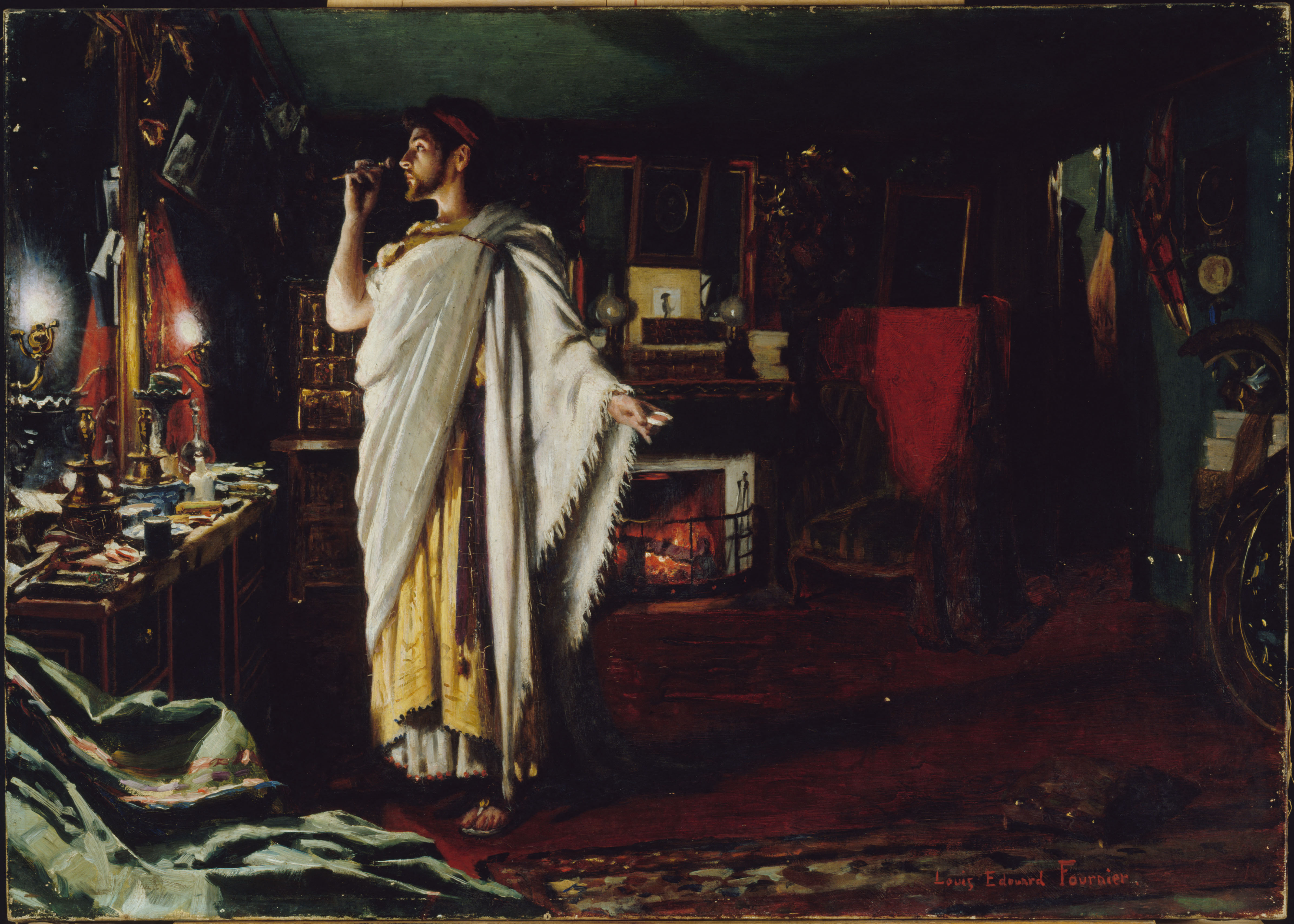
Муне-Сюлли в своей гримёрной готовится к выходу на сцену в трагедии «Царь Эдип». Художник Луи Эдуар Поль Фурнье, 1893. Музей Карнавале, Париж

Основой для репертуара этого французского актёра были Шекспир и французская классическая трагедия, а также Софокл и Гюго. Жан-Сюлли Муне был одним из крупнейших трагиков французской сцены XIX столетия. В 1889 году артист был удостоен звания кавалера ордена Почётного легиона.  
Жан-Сюлли Муне родился в обеспеченной семье адвоката. Закончив драматические курсы Парижской консерватории в 1868 году, долгое время не мог найти свой театр, которым в конце концов стал для него «Комеди Франсез», с которым связана практически вся творческая жизнь. Актёр пробовал свои силы в различных театрах Парижа и за его пределами. Впервые вышел на сцену в парижском театре Одеон в 1868 году. Среди его наставников был французский актёр Жан Батист Проспер де Брессан. В 1870 году, с началом франко-прусской войны был призван в армию, служил в звании лейтенанта в Дордони.
В театре «Комеди Франсэз» дебютировал в 1872 году в роли Ореста из расиновской «Андромахи». Авторитетный французский критик Франсиск Сарсе (фр. Francisque Sarcey) приветствовал появление нового яркого исполнителя, отмечая величественность и скульптурность его драматических поз, мелодичность голоса и склонность к эффектам. Подчеркивая черты исполнения, требуемые именно классицистской традицией, Сарсе предостерегал артиста от излишней эмоциональности и жестикуляции, которые могли по его мнению погубить прекрасный талант.
Другой вехой в становлении Муне-Сюлли как талантливого актёра были роли благородного рыцаря-разбойника Эрнани в драме Гюго «Эрнани» и слуги Рюи Блаза в драме Гюго «Рюи Блаз». Эмиль Золя рассуждая о драматургии Гюго отмечал, что Муне-Сюлли очень одарённый актёр, но он «родился сопозданием на полстолетия», когда бы он занял достойное место в ряду таких великих актёров романтической драматургии как Фредерик Леметр и Пьер Бокаж: «В нем течёт кровь 1830 года, он играет Эрнани так, как требовалось играть эту роль в те дни, когда драма только что появилась на свет. Теперь же нам кажется, что всего лишь шаг отделяет его от смешного».
Из лучших созданий Муне-Сюлли следует отметить и его воплощение шекспировских Гамлета и Отелло. Достаточно сказать, что к исполнению роли Гамлета актёр готовился около 10 лет. «Гамлет» на французской сцене был поставлен в переделке Дюма-отца и Мериса, придавшей трагедии Шекспира черты французской романтической мелодрамы. Поэтому и Гамлет Муне-Сюлли для нас необычен: он мужественен, энергичен и остроумен, ему чужда шекспировская мировая скорбь, он не знает сомнений и колебаний.
Влас Дорошевич посвятил ему очерк "Портрет Мунэ-Сюлли":
"...И среди этих страшных вещей я увидел большой, рисованный углем портрет.
Странное лицо. Оно могло бы быть лицом только Гамлета.
– Да, это портрет Мунэ-Сюлли в роли Гамлета, – подтвердил делегат бельгийского отдела, – его рисовал один художник, приговоренный в Брюсселе к пожизненному одиночному заключению за убийство любовницы. Осужденные имеют право брать с собой предметы, которые им особенно дороги. Обыкновенно, это портреты матери, отца, детей. Этот художник пожелал взять с собой портрет Мунэ-Сюлли в роли Гамлета.
– Он родственник Мунэ-Сюлли?
– Даже незнаком. Не видал его иначе, как на сцене. Он сказал: «Моя жизнь сложилась так тяжело. Лучшими минутами ее были те, когда я видел Мунэ-Сюлли в „Гамлете“.» У себя в одиночестве он занимается тем, что без конца перерисовывает этот портрет в увеличенном виде, – и, как видите, дошел в этом до большого совершенства.

Артист, портрет которого люди уносят с собою в могилу! С тех пор видеть Мунэ-Сюлли стало моей мечтой. И когда я в первый раз входил в и Comédie Franèaise смотреть Мунэ-Сюлли в роли Гамлета, – я волновался, словно входил в храм, где сейчас увижу божество. Я видел много раз Мунэ-Сюлли во многих ролях. И если б мне нужно было уносить воспоминание о нем в могилу, – я унес бы воспоминание как о великолепной картине, как о живой статуе, как о лучшем балете, который я видел в свою жизнь. Какое чудное проявление французского гения, который делает красивым все, до чего он коснется. Сколько бессилия в этом крике, когда нужна страсть, какая дряблость в этой сентиментальности, заменяющей чувство".  
На рубеже XIX—XX столетия актер приезжал на гастроли в Россию.
Жан-Сюлли владел замком Гариг возле родного Бержерака, где неоднократно бывала Сара Бернар. Сейчас мебель в стиле итальянского барокко и другие предметы интерьера, принадлежавшие Муне-Сюлли, перевезены из замка Гариг в музей замка Монбазияк, на втором этаже которого посетителям представлена экспозиция, посвящённая актёру.

## Примечания

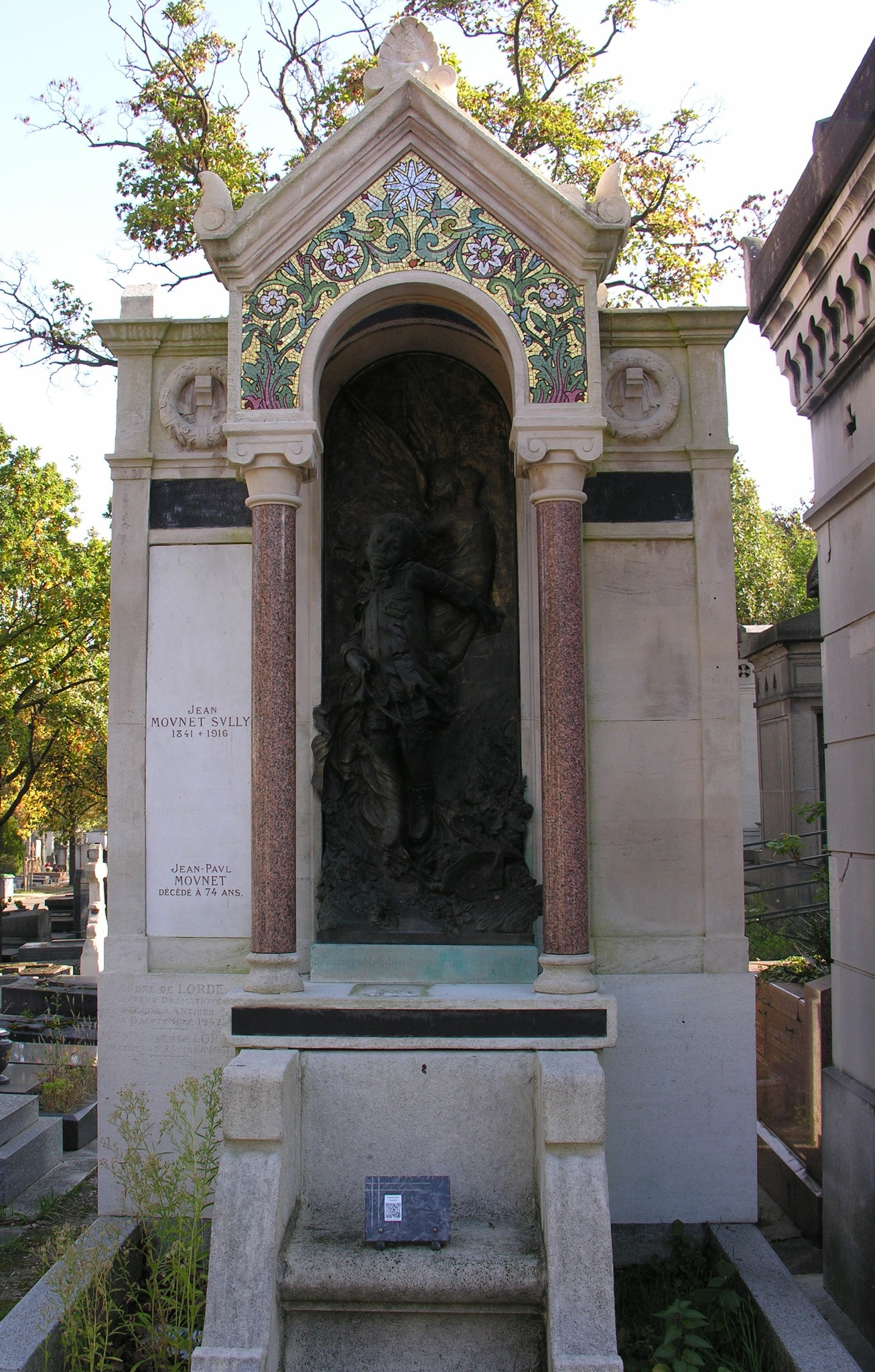
Могила актёра.